# Baltische mythologie

Afb. 1: De Baltische stammen rond 1200.

De Baltische mythologie betreft het geheel van mythen en geloofsovertuigingen van de Pruisen, Letten en Litouwers in het Baltische gebied, zoals die hoofdzakelijk leefde voor de kerstening van het gebied in de late middeleeuwen. De Pruisen, Letten en Litouwers zijn verwant in taalkundige en culturele zin, en vormen de Baltische tak van de Balto-Slavische hoofdgroep in de Indo-Europese taalfamilie. Deze definiëring laat de Lijven, Esten en Finnen buiten beschouwing, omdat deze deel uitmaken van de Finno-Ugrische (taal)familie, welke niet Indo-Europees is. De  afbakening is van belang, omdat de Baltische mythologie ten dele geïnterpreteerd en gecontextualiseerd wordt middels vergelijkende mythologie en vergelijkende (historische) taalkunde, zoals ingezet binnen de studie naar de Indo-Europese taal en mythologie.
Hoewel de Balten uit meer stammen bestonden, kunnen de middeleeuwse Balten in twee hoofdgroepen ingedeeld worden, West- en Oost-Balten. De West-Balten werden geheel geassimileerd, door de Duitsers en in mindere mate door de Oost-Balten. Representatief voor hen waren de Pruisen, waarover het meest bewaard is gebleven. Uit de Oost-Balten zijn de huidige Letten en Litouwers ontstaan. Naar deze drie groepen met hun talen zal in dit artikel ook verwezen worden.

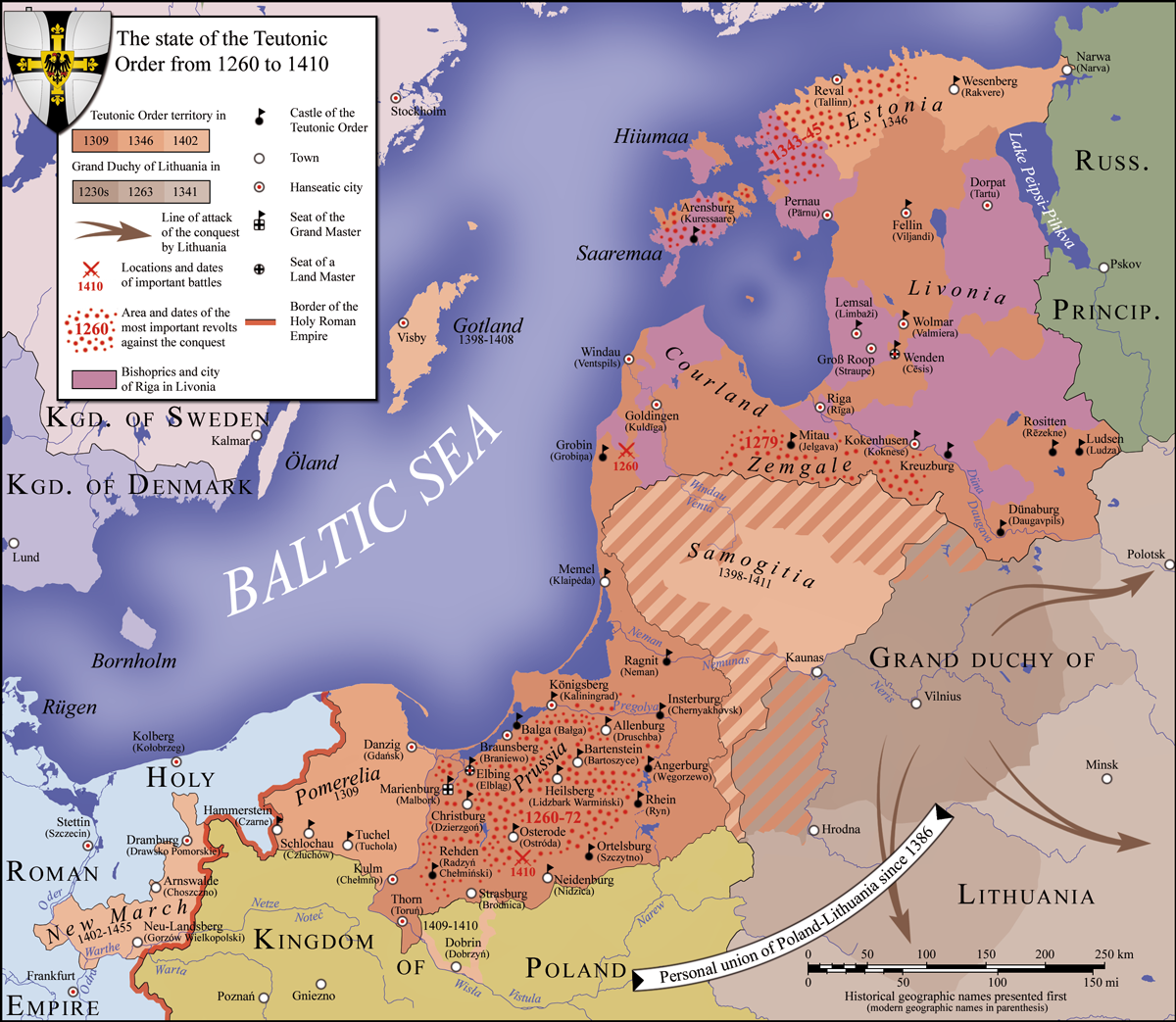
Afb. 2: Het gebied van de Duitse Orde in 1410, het jaar waarin de Duitse Orde de slag bij Tannenberg verliest. Vanaf 1386 is Litouwen met het koninkrijk Polen verenigd.

## Historisch kader
De geschiedenis van de Balten voor de middeleeuwen is onduidelijk, en daarmee ook hun cultuur, bij gebrek aan geschreven bronnen. Op taalkundige gronden menen onderzoekers wel dat de Proto-Balten als aparte groep bestaan moeten hebben vanaf het tweede millennium v.Chr. De eerste vermelding is afkomstig van de Romeinse historicus Tacitus (ca. 56-117). Hij vermeldde in zijn De origine et situ Germanorum de zogeheten Aesti, waarmee mogelijk de voorouders van de Pruisen bedoeld werden. Reeds voor Tacitus noemde Plinius (23/24 - 79) in de Naturalis historia (IV) echter al het land van de Aengina, wat wellicht een verbastering is van Aestingia, 'land van de Aesti'. Dat deze Aesti inderdaad Balten waren, wordt versterkt door het gegeven dat Tacitus hen naast de Finni lokaliseert, waarin men dan de Finnen kan zien. Verder wordt nog kort naar de Balten verwezen door Cassiodorus (vijfde eeuw) en Jordanes (zesde eeuw).
Nadat Scandinavië rond de tiende eeuw tot het christendom was overgegaan, was het Baltische gebied nagenoeg het laatste bolwerk van het heidendom en polytheïsme in Europa. Daar kwam verandering in gedurende de twaalfde en dertiende eeuw toen de Duitsers, meer in het bijzonder de Duitse Orde (Teutoonse ridders), de regio veroverden, kerstenden en/of koloniseerden. Deze oostkolonisatie leidde al sinds de elfde eeuw tot (re-)germanisering van op dat moment (nog) Slavische gebieden en tevens tot de kerstening ervan in wat nu Polen en Tsjechië zijn. Deze expansiebeweging was door Hendrik de Leeuw  (1129/1130 - 1195) bevorderd in de twaalfde eeuw, onder meer door steden als Lübeck uitgebreide voorrechten te geven. In dezelfde periode kreeg de grootmeester van de Duitse orde, Hermann von Salza (1179 - 1239), Pruisen als werkterrein aangewezen door keizer Frederik II (1194 - 1250), zodat na de Kruistochten richting Palestina nu nieuwe campagnes op touw gezet werden tegen heidenen. In de loop van de dertiende en veertiende eeuw werd de Baltische regio zodoende monotheïstisch, soms verduitst en in elk geval afhankelijk van buitenlandse mogendheden. In de tussentijd was de oorspronkelijke Pruisische populatie gedecimeerd en geassimileerd. Hun taal zou in de zeventiende eeuw geheel uitsterven. De verdrijving van het heidendom vond eerst vooral langs de kust plaats, maar bijvoorbeeld de Letten die verder landinwaarts leefden, wisten hun cultureel erfgoed te behouden tot in de zeventiende eeuw.
Verwijzingen naar de Balten komen voor in Scandinavische bronnen en Russische kronieken gedurende de vroege middeleeuwen. Het is pas in de loop van de middeleeuwen dat meer en precieze bronnen voor handen zijn, en wel van christenen. Voorbeelden zijn Adam van Bremen (1050 - 1081/1085), de Russische kroniek van Wolynië uit 1245, Peter van Dusburg (kroniekschrijver van de Duitse Orde; overleden in 1326), de Poolse kroniekschrijver Meester Vincent (fl. vroege dertiende eeuw), een verslag van de bisschop van Ermland uit 1418, een Catechisme van 1547 en diverse werken van jezuïeten.
De officiële bekering van de Balten wilde echter niet zeggen dat er onder het oppervlak geen heidendom meer was, integendeel. De taalkloof tussen de plaatselijke bevolking en bijvoorbeeld Poolse missionarissen hielp daarbij in Litouwen. Hoewel een inheemse, pre-christelijke literatuur niet bestaat, zijn diverse mythologische elementen bewaard gebleven in liederen (zinge, dzisma), balladen, raadsels en volksverhalen. Toen in de negentiende eeuw folkloristen in Europa op zoek gingen naar dergelijke overlevering, zoals de gebroeders Grimm en Elias Lönnrot (die de Fins-Estische Kalevala op schrift vastlegde), vond men ook in de Baltische regio nog tal van gegevens.
Sommigen proberen het heidendom vandaag de dag in leven te houden in vooral Litouwen. Deze beweging heet Romuva.

## Uitgesproken Indo-Europese elementen
Er is een aantal mythische elementen aan te wijzen dat duidelijke tegenhangers heeft in andere Indo-Europese tradities, en die gezamenlijk een Indo-Europese achtergrond suggereren, waarbij moet worden opgemerkt dat het Proto-Indo-Europees geschat wordt op hoogstens 6000 v.Chr. In grote lijnen heeft de Baltische godsdienst geen duidelijk pantheon, kent het diverse kleine godheden en vooral veel natuurwezens van regionale en lokale allure. Daarbij zijn elementen van natuurgodsdienst aan te wijzen. Hier op aansluitend is er het gegeven dat de Baltische goden niet geïsoleerd leefden, zoals op een Olympus of in een Asgard.

### Hemelgod
Belangrijk in het Indo-Europese pantheon is de hemelgod of hemelvader, *deiwós. In veel latere mythologieën komt deze nog voor, zo ook in de Baltische. Vergelijk het Pruisische deiws/deywis, Litouwse Diēvas en Letse Dievs. Hij woonde in de hemel, werd geassocieerd met hemellichamen en werd voorgesteld als een stralend persoon. In de Pruisische en Litouwse tradities zou hij echter geheel passief worden. Enkel in de Letse overlevering was hij nog een actief figuur, waar hij 'vader van de hemel' genoemd werd. Uit zijn huis groeide een eik, zo groot en sterk, dat zelfs de bliksem van Perkunas hem niet deed beven. Het is evenwel niet zeker of hij een cultus had. Er zijn bijvoorbeeld geen heilige plaatsen naar hem vernoemd.

### Perkunas de dondergod
Duidelijk vertegenwoordigd is de dondergod: Litouws Perkúnas, Lets Pērkons, Pruisisch Percunis, alle 'donder'. Als zoon van Diēvas was hij de belangrijkste god. Vanaf de dertiende eeuw worden hij en zijn aanbidding diverse malen vermeld en heet hij Percunus, Percunos, Pirchunos, Perkuns, Parcuns, of Pargnus. Hij verschijnt in diverse verhalen en in bijvoorbeeld de verwensing: 'God geve dat Perkunas je neerbliksemt'. Aan hem werd gebeden voor regen in tijden van droogte, maar boeren baden ook tot hem om hen en hun gewassen niet te schaden. Simon Grunau vermeldt in zijn Pruisische kroniek van ca. 1520 dat Perkunas werd voorgesteld als middelbare man met een baard, rijdend in een wagen die voortgetrokken wordt door bokken, nu eens met een bijl, dan eens met een hamer (milna, vgl. Noorse Mjölnir) werpend (vgl. Noorse Thor). Daarmee levert hij goed werk, want hij doodt demonen en de draak Áitvaras. De Balten kenden verder aan hem gewijde eikenbomen, Perkūno ažuolas/Pērkōna ōzōls, waar zijn bliksem in het bijzonder insloeg. De eik is dan ook etymologisch met de dondergod verbonden. In de godennaam zit de Indo-Europese wortel *per(g)- 'slaan/inslaan' (vgl. bliksem), vanwaar ook het Latijnse woord voor eik, quercus (p → k), stamt. De dondergod komt ook voor in de Slavische mythologie, met etymologisch verwante namen als Perunu (Oudrussisch), en in diverse andere Indo-Europese mythologieën bestrijden de dondergoden net als Perkunas chaosmonsters. Het is al met al dan ook een uitgesproken Indo-Europese godheid.

### Zonnegodin
De zon, Saule (vgl. Lat. sol), is vrouwelijk, iets wat typerend is voor Noord-Europese culturen, mogelijk ten gevolge van substraatwerking. Zij wordt voortgetrokken door paarden, iets waar Tacitus naar verwijst direct voordat hij de Aesti vermeldt (Germ. 45). Dit beeld leeft voort in folklore, zoals bij Letse liederen waarin de zon reist op de rug van een paard. Dit motief komt tevens voor in de Germaanse, Griekse en Slavische mythologie, en lijkt Indo-Europees te zijn. De Letten kenden Saule, voorgesteld als iemand die alles ziet wat op aarde gebeurt. Ze reist te paard of in een wagen die voortgetrokken wordt door afwisselend een tot zes paarden. In sommige liederen wordt ook vermeld dat ze nooit slaapt. Saule draagt net als haar dochter kleding van zijde, zilver of goud met gouden schoeisel. Diverse Letse liederen beschrijven het huwelijk van de Dochter van de Zon, Saules meita, waarbij de Zon of de Zonen van God bomen versieren met groene weefsels, gouden ringen en andere decoratie. Dit geeft een traditie weer die eens wijdverbreid was in noordelijk en oostelijk Europa, namelijk het versieren van de meidoorn aan het begin van de zomer, wanneer volgens de traditie de Dochter van de Zon zou trouwen.

### Goddelijke tweeling en de Dochter van de Zon
Er is bewijs voor een goddelijke tweeling, parallel aan de Griekse Dioskouroi, Vedische Asvins en Germaanse Alci. Ze staan bekend als de 'zonen van god', Litouws Diēvo sunēliai, Lets Dieva dēli. Ze zijn niet betrokken bij de menselijke geschiedenis, en hun precieze aantal kan weleens uitlopen tot vijf. In bepaalde verhalen hebben zij tot taak de Dochter van de Zon te redden, net als de Asvins (de Dioskouroi zijn de broers van Helena, welke met de morgenstond geassocieerd is), of ze staan in een andere maar persoonlijke relatie tot haar. De Dochter van de Zon wordt in sommige andere volksliederen echter voorgesteld als de bruid van de Maan, Meness.

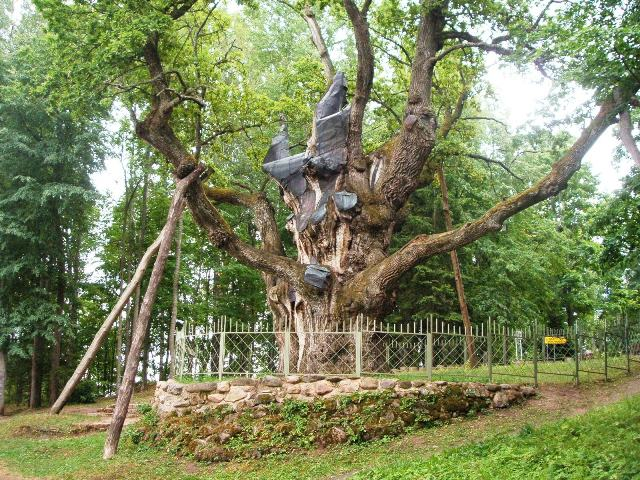
Volgens de overlevering werd Perkunas onder deze 1500 jaar oude eik in Stelmužė vereerd.

### Godin van de zonsopgang
De Balten kenden een godin van de dageraad, in het Litouws Ausrine en in het Lets Auseklis geheten, verwante namen. Ausrine begon de dag door een vuur aan te leggen voor de zon. Ausrine/Auseklis wilde volgens de overlevering weleens moeite hebben om het 'bed uit te komen'. Daar werden in Letse volksliederen verklaringen voor gegeven. Zo zou ze gevangen zitten in een gouden kamer, of fluwelen schorten aan het maken zijn in Duitsland. Ook elders komen dergelijke godinnen voor, zoals de Griekse Eos, waarvan de naam ook verwant is, en de Romeinse Aurora.

### Moeder aarde
Žemyna was bij de Litouwers Moeder Aarde. Haar Pruisische tegenhanger is Zemynele, die over de doden heerste, en haar Letse is Zemes mate. Men heeft er wel een niet-Indo-Europees karakter in gezien, maar de notie is in elk geval óók Indo-Europees. Vergelijk de Griekse Demeter en Germaanse Nerthus. Moeder Aarde werd nog ver in de zeventiende eeuw aanbeden. Dit blijkt uit het offeren van een zwart biggetje tijdens het oogstfeest in haar eer, vermeld door Praetorius in 1690. Brood, bier en zwarte dieren werden met enige regelmaat aan haar geofferd, en het verzuim hiervan kon ernstige gevolgen hebben.

### God van de onderwereld
Er moet tegenover de hemelgoden ook een chtonische god bekend zijn geweest. Dit is de Litouwse Vēlinas/Velnias, 'demon/duivel', Letse Vels en Pruisische Patolas/Pecullus/Patollos. Het is een apart figuur. Hij had één oog, was god van vee, gehoornde dieren, rijkdom, de onderwereld en van magie, en was de profetische, woeste god van de veles, 'geesten'. Het verliezen van een oog in ruil voor inzicht komt meer voor, zoals bij de Noorse god Odin, die een oog verloor in ruil voor magische kennis van de runen. Het schijnt een Indo-Europees motief te zijn. Vēlinas was ook gekend bij de Slaven (bijv. Oudrussisch Veles of Volos). Goden van de onderwereld komen herhaaldelijk voor in Indo-Europese mythen, en ze hoeven niet per se slecht te zijn, maar kunnen ook met rijkdom en vruchtbaarheid geassocieerd worden (vgl. Hades en Pluto). Vēlinas heeft een gave, de gehoornde dieren verwijzen naar vee; ook de dondergod is geassocieerd met zowel vruchtbaarheid als de doden. Bij de Balten verloor de Indo-Europese god echter veel van zijn functies en betekenis, behalve bij de Pruisen.

### Veegod
Er zijn schaarse aanwijzingen voor het bestaan van een veegod, die gezien wordt in de Litouwse Vēlinas (zie hierboven) en Letse Vēlins, die dan verwant zouden kunnen zijn met de Vedische Varuna, Gallische Vellaunos, Noorse Ullr en Hittitische Walis, waarvan de namen mogelijk terug zouden gaan op de Proto-Indo-Europese wortel *wel- 'zie'. Beide Baltische goden zijn inderdaad verbonden met vee, maar de bewijzen zijn te karig om een onderliggende identiteit vast te stellen.

### Schikgodinnen
De twee aspecten van geluk en noodlot werden een in de Litouwse Laime en Letse Laima. De naam van laatstgenoemde was in Litouwen tevens de aanduiding voor een soort elfen. Schikgodinnen komen ook elders in de Indo-Europese tradities voor, zoals de Noorse Nornen, Griekse Moirai en de Romeinse Fortuna. Naast de luchtgod Dievas bepaalde Laima wie leefde en wie stierf, en tevens hielp ze vrouwen bij de bevalling, waarna ze de levenswandel van iemand uitstippelde. In de kraamfunctie viel zij samen met een van oorsprong pre-Indo-Europese godin, Māra-Mārša, die daarnaast verantwoordelijk was voor koeien en een goede melkproductie. Soms werd Laima als een vogel voorgesteld, en in die vorm was zij verbonden met het haardvuur onder de naam Gabija. Gabija zorgde voor bescherming van het huis, groei van gewassen, geluk en vruchtbaarheid. Laima's tegenpool was Lauma, verbonden met de aarde en de onderwereld. Zij kon van vorm veranderen als een heks.

### Reuzen
Er zijn verwijzingen naar reuzen, uit een onbepaalde tijd in het verre verleden.

## Verdere mythologie en godsdienst
Naast uitgesproken Indo-Europese elementen kent de Baltische mythologie nog tal van andere aspecten (waarvan een Indo-Europese oorsprong niet altijd uitgesloten is), die niet zelden een sterke verbondenheid met de natuur laten zien. Peter van Dusburg (ca. 1326) gaat hierin zelfs zo ver, dat hij stelt dat de Pruisen geen goden kennen, maar alleen de zon, maan, sterren, donder, vogels, vierpotigen en padden aanbidden. Achter sommige van deze versimpelde voorstellingen zijn evenwel eerdergenoemde godheden te herkennen. De betrekkelijk sterke neiging tot 'zoölatrie' was wellicht een van de eerste dingen die verdwenen onder de Pruisen met de komst van het christendom, hoewel residuen van bepaalde cultussen, zoals die van de slangen, tot in de negentiende eeuw bleven voortbestaan. Er lijkt een vuurcultus bestaan te hebben, zeker in Litouwen, waarnaast zestiende- en zeventiende-eeuwse schrijvers nog verslag doen van de aanbidding van Wejopat(t)is, Wejpons of Wejdiews, dat wil zeggen de wind. Ook zijn sporen te vinden van voorouderverering. Tempels zijn desondanks niet bekend bij de Balten, de cultussen ten spijt. Cultuscentra waren daar voor in de plaats natuurlijke locaties, zoals heilige bossen (alkas/alkai). Dit moeten de vroegste heilige locaties geweest zijn, en alleen al in Litouwen zijn bijvoorbeeld meer dan 250 heilige rotsen gevonden, waar al riten plaatsvonden in het neolithicum of de vroege bronstijd. Wel kenden zij priesters, die van adel konden zijn. Naast de hieronder vermelde gegevens zijn zestiende-eeuwse lijsten bekend met allerlei namen, waarvan de betrouwbaarheid echter niet vaststaat. Dat heeft te maken met de betrekkelijk late datering en het feit dat de oorspronkelijke godsdienst op dat moment erg in verval was, gereduceerd tot lokale culten en bijgeloof. Veel van de namen van Samogitiaanse (zie kaart) goden en demonen in Jonas Lasicki's lijst, midden zestiende eeuw zijn verder ook in het geheel niet bekend in folklore en andere geschreven bronnen.

### Natuurgeesten
Verder kende men alom tegenwoordige natuurgeesten, waarvan de heilige plaatsen ongerepte locaties waren, zoals wouden, bronnen, bomen, bergen en heuvels. Op die locaties werd dan ook niets gekapt of gesnoeid. Omstreeks 1220 geeft Olivier van Paderborn (1225–1227) zelfs een (misschien niet echt betrouwbaar) lijstje van dergelijke natuurwezens: Driades, Amadriades, Oreadas, Napeas, Humides, Satiros en Faunos. De water- en bosgeesten hadden in het Litouws één naam, vele. Ook kende men kaukai (zie hieronder), kleine dwergen of gnomen die de woonstede konden beschermen, en beschermgodinnen, laume. Laumygarbis in de provincie Natangia was aan laatstgenoemden gewijd. Al dergelijke entiteiten en hun culten, als 'bijgeloof' afgedaan, werden voor de Pruisen ook vermeld in een Catechismus uit 1547. Het is echter niet duidelijk hoe wijdverbreid cultussen waren, en welke entiteiten echt de status van god hadden. Sommige schijnen best aanzienlijk geweest te zijn bij de Pruisen, zoals Kurke (Curche), een agriculturele godheid, Patoll en Natrimpe, die verder onbekend zijn. Tot slot geloofde men, althans in Litouwen, ook in heksen, weerwolven en elfjes (laima). Een bij name genoemde, goedaardige en kleine demon is Aitvaras (niet eerdergenoemde draak), die ook bekend was bij de Pruisen. Hij verbleef bij de haard van het huis en bracht de bewoners geluk. Men gaf hem daarom voedsel. De Letse folklore noemt een dwerg bij name, Rūkis, die onder bergen of boomwortels woonde en er 's nachts op uittrok om de mens te helpen. Onder de Litouwers was tot slot de demon Pusait gekend, die in het bos leefde en bijgestaan werd door dwergen. Onder druk van de Jezuïeten werd dergelijk geloof in de zestiende eeuw geheel uitgebannen.
Enkele Litouwse liederen verwijzen overigens naar 'dochters van de zee', jūras meitas, die op de golven zitten en lichte sjaals weven (vandaar het golfpatroon). Het doet denken aan waternimfen, maar het zou ook heel best om een lokale, dichterlijke uitvinding kunnen gaan.

### Kaukai - gnomen
Kaukai (ev. kaukas) leefden onder de grond, soms ook in kelders, en aten enkel vegetarisch. Ze hadden het magische vermogen om het bezit van een mens onuitputtelijk te maken. Hun leider was Puškaitis. Een eigenaardigheid is dat de Baltische woorden voor gnomen, kobolden of boze geesten en heuvels of bulten verwant zijn. Pruisisch cawx 'duivel', Litouws kaukas 'gnoom', kaukaras 'hoge grond/heuvel'; Lets kauks 'kobold', kukurs 'bult/klomp aarde'. Verklaringen hiervoor kunnen zijn dat kobolden met lelijkheid en dus bulten geassocieerd werden, dat heuvels en bovennatuurlijke wezens met elkaar geassocieerd werden en dat gnomen met de aarde geassocieerd werden. Hier sluit de naam van een plant op aan, Kaulas' kam (mandragora officinarum). Deze plant had, zo meende men, magische krachten, en als je er je haar mee kamde zonder dat een stukje afbrak, dan kreeg je alle kennis van de aarde.

### Beren
Het is mogelijk dat de Balten, nog voor onze jaartelling, een berencultus hadden. Argumenten hiervoor worden gevonden in diverse volksverhalen en legenden over een oerheld die door een berin gebaard wordt en berenoren heeft. In Litouwen wordt een vrouw gedurende de eerste week na de bevalling ook mesjka genoemd, 'berin'. Daarnaast bestaat in Letland thans nog het gebruik een baby op een berenhuid te leggen voor kracht en gezondheid. In elk geval had men voor de beer een zeker ontzag. In het Germaans, Baltisch en Slavisch is waarschijnlijk om die reden, taboe, het oorspronkelijke Indo-Europese woord voor 'beer' vervangen, en werd het in het Baltisch 'ijsvisser' genoemd.

### Moeders
Daarnaast kenden de Balten een Moedertraditie, aangezien nog in diverse volksoverleveringen Moeders voorkomen met allen een eigen domein of functie, zoals een Moeder van het bos, van de mist, van de zee etc. Dit moet echter een regionale ontwikkeling geweest zijn, en geen Indo-Europese, omdat er nauwelijks tegenhangers in andere Indo-Europese mythologieën bestaan. Wel sluit het aan bij de notie van Moeder Aarde.

### Ragana
Deze godin ging over dood en regeneratie, wat haar verbondenheid met de maan (maancyclus) en de slang (vervelling) ook suggereren. Daarom is ze weleens verward met Laima. Ze stopt de groei van scheuten en knoppen, maar beheerst ook de mannelijke seksualiteit. Daarnaast was ze kundig in de kruidenleer en magie. In de christelijke tijd werd de cultus van Ragana gereduceerd tot een heks, maar oorspronkelijk moet zij dus veel meer geweest zijn. Ragana is afgeleid van het werkwoord regeti 'zien/voorzien/voorspellen', en is verwant aan ragas 'hoorn', bijvoorbeeld in ragas menulio 'maansikkel'. Er moeten daarom betekenisaspecten geweest zijn die verloren zijn gegaan. Ragana beschikte verder over de kracht van de slangen, die aanbidding genoten onder de Balten. Tot slot kon ze elke gewenste vorm aannemen, van zowel levende als van levenloze objecten. In verhalen gaat het echter vaak om meerdere Ragana's, die als kraaien vergaderen op bergtoppen en een van hun soort gehoorzamen. Soms berokkenden zij de mens schade, op andere momenten brachten zij de natuur in evenwicht. Ragana is niet Indo-Europees.

### Zverūna
Van Zverūna is weinig anders bekend dan dat zij, getuige een vermelding uit de dertiende eeuw, voorgesteld werd als een hond. In latere bronnen wordt zij in elk geval vereenzelvigd met Ragana. Ze is niet Indo-Europees.

### Rupūže de pad
Rupūže was als pad net zozeer verbonden met de dood, heling en regeneratie als Ragana. Haar naam werd gebruikt als vloekwoord, want haar verschijning was een ongunstig voorteken: sprong een pad het huis in, dan zou er iemand sterven, en als een pad voor iemand op de weg sprong, dan zou hij ook zeker sterven. Er is in Litouwen nog altijd een drank bekend op basis van wodka en pad, rupūžine, wat bekendstond als panacea. Rupūže is niet Indo-Europees.

### Litouwse goden
Nog enkele namen zijn gekend. Van de Litouwse hertog Mindaugas werd in de dertiende eeuw vermeld dat hij ondanks zijn doping in 1252 nog altijd offerde aan zijn goden, die bij name genoemd zijn: Nonadey/Nunadievis, Telavel/Teliavelis, Diviriks/Diveriksas, Zuikio Dievas en de hazengod Meiden/Madaioa. Elders wordt ook nog een Zvoruna genoemd. Deze namen komen soms in andere bronnen voor en worden dan bijvoorbeeld aanbeden door Baltische krijgers, maar ze blijven vaak inhoudelijk goeddeels onbekend, behalve Diviriks en Telavel, een cultuurheld. Eerste betreft een eufemisme voor Perkunas. Reeds in de dertiende eeuw wordt een mythe bekend waarin laatste naar voren komt als hemelse smid die de zon maakte en in de hemel plaatste. Ook Hiëronymus van Praag (1379 - 1416) zou in de vijftiende eeuw naar een variant van de mythe verwijzen. Het wordt wel aangenomen dat de mythe van Finse oorsprong is, omdat hij elders niet voorkomt. Voor de Germanen en de Slaven, bijvoorbeeld, was het de zon zelf die centraal stond. In de Kalevala, het Finse epos, wordt dan ook een smid vermeld, Ilmarinen, die de zon gesmeed had. De laatste god uit het rijtje, Meiden, wordt geïnterpreteerd als god van dieren en bossen, ook omdat de naam verwant is aan medinis, 'bebost'.
Bijzonder belangrijk was (wederom) echter Perkunas, de dondergod, die hier echter ook god van de krijgsexpeditie was. Zo zou hij krijgers in hun zaak steunen door het weer te beïnvloeden. Daarnaast kende men de cultuurheld Sovijus. Zijn rituele mythe schijnt het ontstaan te beschrijven van het verbranden van de doden, een gebruik wat ontstond rond de dertiende eeuw v.Chr.

### Letse goden
Het lijkt erop dat de Letten geen duidelijk pantheon kenden of zelfs maar grote goden hadden. Wel zijn er meerdere, kleine godheden met specifieke functies. Zo verzorgde Delka pasgeboren kindjes in de wieg, terwijl diverse Moeders verbonden waren aan natuurfenomenen, zoals bloemen, wind, velden en bossen. Mezavirs of Mezadevs was god van de wouden. Concrete omschrijvingen ontbreken van dergelijke figuren echter. Aan alle entiteiten werd geofferd om te zorgen dat ze gunstig gezind bleven. Offers werden door mannen met name onder eiken gebracht, door vrouwen vooral onder lindes. Men deed dit ook thuis in de tuin of bij de drempel, waar men op een platte steen etensresten achterliet voor de geest in de grond. Veel van dergelijke kleine natuurgoden/-geesten zijn taalkundig gezien echter niet Lets in oorsprong, maar Russisch of Fins.

## Kosmologie
In Litouwse folklore, zoals opgeschreven in de negentiende en twintigste eeuw, zijn residuen te bespeuren van een oud kosmologisch gedachtegoed. In het begin waren er twee goden, Dievas (geassocieerd met de hemel) en Velinas (geassocieerd met de aarde), die samen de wereld maakten. Dievas liet Velinas zand halen van de bodem van de zee, om die vervolgens op het water te leggen, zodat land gevormd werd. Tijdens het scheppingsproces ontstond echter competitie: Dievas wilde de aarde glad maken, maar Velinas maakte moerassen, rotsen en meren; Dievas maakte nuttige diersoorten, maar Velinas maakte vijandige dieren en dieren met chtonische kenmerken. De mens ontstond per ongeluk uit het speeksel van Dievas, nadat deze een keer ergens gespuugd had, hoewel een andere legende stelt dat een waterdruppel van Dievas' voorhoofd de toedracht was tijdens een wasbeurt. De mens leefde aanvankelijk in vrede en goede gezondheid, maar dit veranderde door zijn luiheid en desinteresse.
Mythologie van A tot Z · Categorie